# Васил Левски (квартал на София)
Вижте пояснителната страница за други значения на Левски.
Квартал „Левски“ е най-старата част от кв. „Васил Левски“ като част от район „Подуяне“. Застроен с къщи още в началото на миналия век. Намира се в североизточните части на столицата. Граничи с ж.к. „Сухата река“ на запад и с бул. „Ботевградско шосе“ на юг. Някои карти посочват и района южно от шосето като част от кв. „Левски“, докато други го водят като част от кв. „Подуяне“.
Комплексът носи името на българския революционер и национален герой Васил Левски, като само няколкостотин метра западно от квартала се намира и спортната база на ПФК „Левски“.

## Архитектура
Кварталът се състои от три части – жк „Левски“ – В, жк „Левски“ – Г и кв. „Левски-стара част“.
Те се разделят от булевард „Владимир Вазов“. Квартал „Левски“ е застроен със стари тухлени еднофамилни къщи, строени преди 1989 г., а в зоните „В“ и „Г“ – с панелни блокове от последните модификации на серия Бс-69-Сф, строени през втората половина на 80-те и началото на 90-те години.

### Разположение
Старата част на комплекса, наричана просто кв. „Левски“, граничи на север с ж.к. „Левски“ – В, а най-на север се намира ж.к. „Левски“ – Г. Любопитно е съществуването само на тези две части на жилищния комплекс, но наличието и на други две зони – а именно „Левски“ – А и „Левски“ – Б, се споменава в наредба на СОС от 2008 г. В нея, общите граници на Левски А, Б и В са обозначени като бул. „Вл. Вазов“, ул. „Летоструй“ и ул. „Витиня“ (като „Левски“ – В е посочена за най-източната част на квартала). Според всички градски карти на София обаче това всъщност са границите само на „Левски“ – В, следователно се предполага, че, поради незнайни причини, кварталните зони „А“ и „Б“ в някой момент са били притопени в пределите на „Левски“ – В.

## Образование, икономика и здравеопазване
В кв. „Левски“ – Г се намират:
- Църква „Свети апостол Йоан Богослов“
- 199 ОУ „Свети апостол Йоан Богослов“ до бл. 14
- Мебелен магазин „Домко“
- Магазин за хранителни стоки „Била“

В старата част на кв. „Левски“ се намират:
- първа частна детска градина и начално у-ще „Св. св. Константин и Елена“ на ул. „Бесарабия“ № 46
- 130 СУ „Стефан Караджа“ на ул. „Константин Фотинов“ 118
- има пощенски клон ж.к. „Левски“ – Г, бл. 2В, GM City M1
- Филиал на ДКЦ 18 в бл. 9А кв. „Левски“ – В

## Градски транспорт

### Автобуси

#### Пътуващи
- № 78
- № 120;

#### Преминаващи
- № 90
- № 14
- № 12
- № 117
- № 118
- № 119
- № 79

### Тролейбус
- № 1
- № 3

### Маршрутни таксита
- № 17
- № 18
- № 28
- № 39

### Метро
В момента се изгражда продължението на метролиния М3 от Хаджи Димитър до Левски Г, което се очаква да бъде готово до 2025 г.

## Улици и произход на имената им
| Път                   | Наречен на                                                 | Местоположение |
| --------------------- | ---------------------------------------------------------- | -------------- |
| „541“                 | –                                                          | Карта          |
| „542“                 | –                                                          | Карта          |
| „543“                 | –                                                          | Карта          |
| „544“                 | –                                                          | Карта          |
| „545“                 | –                                                          | Карта          |
| „546“                 | –                                                          | Карта          |
| „547“                 | –                                                          | Карта          |
| „548“                 | –                                                          | Карта          |
| „553“                 | –                                                          | Карта          |
| „Антон Безеншек“      | Антон Безеншек (1854 – 1915), словенски езиковед           | Карта          |
| „Баба Тонка“          | Тонка Обретенова (1812 – 1893), революционерка             | Карта          |
| „Бесарабия“           | Бесарабия, област в Молдова и Украйна                      | Карта          |
| „Ботевградско шосе“   | Ботевград, град в Западна България                         | Карта          |
| „Вакарел“             | Вакарел, село в Ихтиманско                                 | Карта          |
| „Велбъжд“             | Велбъжд, средновековна крепост в Югозападна България       | Карта          |
| „Витиня“              | Витиня, проход в Стара планина                             | Карта          |
| „Владимир Вазов“      | Владимир Вазов (1868 – 1945), генерал и политик            | Карта          |
| „Ген. Георги Вазов“   | Георги Вазов (1860 – 1934), генерал                        | Карта          |
| „Ген. Инзов“          | Иван Инзов (1768 – 1845), руски генерал                    | Карта          |
| „Григорий Цамблак“    | Григорий Цамблак (1365 – 1420), духовник                   | Карта          |
| „Д-р Иван Селимински“ | Иван Селимински (1799 – 1866), общественик                 | Карта          |
| „Добромир Стрез“      | Стрез (? – 1214), аристократ                               | Карта          |
| „Друшлявица“          | Друшлявица, река в Рила                                    | Карта          |
| „Дряновски манастир“  | Дряновски манастир, манастир в Дряновско                   | Карта          |
| „Дунавски лебед“      | „Дунавски лебед“ (1860 – 1861), български вестник в Сърбия | Карта          |
| „Елтимир“             | Алдимир (? – 1305), аристократ                             | Карта          |
| „Иван Добровски“      | Иван Добровски (1812 – 1896), общественик                  | Карта          |
| „Иван Чушков“         | ?                                                          | Карта          |
| „Източна тангента“    | Изток, географска посока                                   | Карта          |
| „Иосиф Соколски“      | Йосиф Соколски (1786 – 1879), духовник                     | Карта          |
| „Кап. Райчо Николов“  | Райчо Николов (1840 – 1885), офицер                        | Карта          |
| „Княгиня Косара“      | Теодора Косара (? – 1019), княгиня                         | Карта          |
| „Княгиня Тамара“      | Кера Тамара (1350 – 1400), княгиня                         | Карта          |
| „Княз Черкаски“       | Владимир Черкаски (1821 – 1878), руски княз                | Карта          |
| „Константин Фотинов“  | Константин Фотинов (1790 – 1858), просветен деец           | Карта          |
| „Коньо войвода“       | ?                                                          | Карта          |
| „Лепенец“             | Лепенец, река в Косово и Северна Македония                 | Карта          |
| „Летоструй“           | „Летоструй“ (1909 – 1912), списание                        | Карта          |
| „Поп Груйо“           | Грую Бански (1836 – 1908), революционер                    | Карта          |
| „Проф. А. Митов“      | Андон Митов (1909 – 1975), лекар                           | Карта          |
| „Проф. Беньо Цонев“   | Беньо Цонев (1863 – 1926), езиковед                        | Карта          |
| „Рилска обител“       | Рилски манастир, манастир в Югозападна България            | Карта          |
| „Саранци“             | Саранци, село в Елинпелинско                               | Карта          |
| „Селимица“            | Селимица, връх на Витоша                                   | Карта          |
| „Станислав Доспевски“ | Станислав Доспевски (1823 – 1877), художник                | Карта          |
| „Стоян Попов“         | Стоян Попов (1866 – 1939), писател                         | Карта          |
| „Тодорини кукли“      | Тодорини кукли, връх в Стара планина                       | Карта          |
| „Фружин“              | Фружин (1380 – 1460), аристократ                           | Карта          |
| „Хан Кардам“          | Кардам (735 – 803), владетел на България                   | Карта          |